# FF Jaro
FF Jaro er en finsk fodboldklub fra Jakobstad. FF Jaro spiller i den finske liga Ykkonen. 
| Fodbold | Spire Denne artikel om en fodboldklub er en spire som bør udbygges. Du er velkommen til at hjælpe Wikipedia ved at udvide den. |